# アニきゅん!
『アニきゅん!』は、2016年4月4日から文化放送超!A&G+で放送中の簡易動画付きラジオ番組。パーソナリティは卯野春香と冨尾光里。

## 番組概要
『アニアモ!』の後継番組。少女マンガ・アニメ・TVドラマなどの「恋愛モノ」 をテーマにパーソナリティの2人が、「最新恋愛流行事情」やアニメやコミックの感想文レポート、恋愛ラジオドラマなどを繰り広げるドキドキの胸きゅ～ん!番組。

### 放送時間
月2回更新 （第1週・第3週更新）
本配信（超!A&G+）
- 月曜日 16:00 - 17:00（2016年4月4日 - ）

リピート配信（超!A&G+）
- 土曜日 7:00 - 8:00（2016年4月9日 - 2018年9月29日）

オンデマンド配信（AG-ON Premium）
- 本配信の更新週の翌週月曜日にて配信（2017年2月 - ）

### パーソナリティ
卯野春香（愛称：うにょん）
冨尾光里（愛称：ひかりん）

### テーマソング
オープニング
ラブ♡プレリュード / 作詞 - 卯野春香 / 歌 - Love♡Rescend（卯野春香、冨尾光里）
エンディング
DISTANCE / 作詞 - 冨尾光里 / 歌 - Love♡Rescend（卯野春香、冨尾光里）

## コーナー
オープニング
リスナーからのふつおたの紹介や、最近の出来事などを紹介するコーナー。冨尾が「うにょん、最近何かあった?」と話を振るのがお約束となっている。
アニきゅん!ライブラリー
メインコーナー。アニメ、漫画、映画などの恋愛作品を毎週1作品紹介し、作品の魅力を伝え、2人がキュンキュンするコーナー。紹介する作品は男女の恋愛作品にとらわれず、百合、BLなど多岐にわたる。
イタ〜いポエム（13回 - ）
毎月設定されたテーマを元にリスナーから投稿された痛いポエムを朗読するコーナー。当初は独立したコーナーだったが、25回放送よりインターバルに朗読されるようになった。
アングラ選手権（37回 - ）
毎回設定されるアングラなお題についてリスナーから投稿された回答を、アングラな趣味を持つ冨尾が評価するコーナー。独立したコーナーとしては最長記録を更新している。
アニきゅん!語録（51回 - ）
毎回のお題に対してリスナーから投稿された「漫画、アニメ、テレビドラマに登場しそうな台詞」を、卯野、冨尾が読み上げるコーナー。『可愛い女の子にこんな台詞を言わせたい!!』での卯野の台詞の読み上げを冨尾が気に入ったためにできたコーナーだったが、冨尾自身も参加することになった（51回）。

### 終了したコーナー
シャウトしちまうぜ!!（1回 - 12回）
リスナーが怒ったエピソードや世の中に対する不満を冨尾が代わりにシャウトするコーナー。
本当にあったくろ〜い歴史（1回 - 12回）
リスナーの心の中に眠っている黒歴史を怖い話風に紹介していくコーナー。卯野と冨尾の黒歴史が公開されることもあった。
BLはいいぞ!!（13回 - 24回）
リスナーが見た、体験した男同士の戯れエピソードを紹介し、そのエピソードにどれくらい興奮したのか判定するコーナー。卯野と冨尾がエピソード紹介時に興奮するごとに「ウホッボタン」を押し、ボタンが押された回数を紹介した。コーナー名は打合せ時の卯野の発言による。
おじさんみ〜つけた♪（25回 - 36回）
リスナーが見つけたおじさんにまつわるエピソードを紹介し、冨尾が「おじさんボタン」を押すコーナー。毎回ノリノリの冨尾に対して、卯野が不満げな態度をとるのがお約束となっていた。
可愛い女の子を作ろう!!（25回 - 37回）
究極の女の子を作り上げていくコーナー。毎回設定されたお題の女の子の特徴をリスナーの投稿により決定し、卯野がイラストを披露した。毎回冨尾からダメ出しされるのがお約束で、同じお題で冨尾がイラストを披露することもあった。
可愛い女の子にこんな台詞を言わせたい!!（37回 - 50回）
『可愛い女の子を作ろう!!』で卯野が描いた女の子について、リスナーから投稿された台詞とシチュエーションに基づき卯野がアテレコするコーナー。

### 単発コーナー
アニメプレゼン対決
2017年のお正月企画として、3つのジャンルでオススメのアニメ作品を対決形式でプレゼンした。結果は冨尾が2勝1敗で勝利。
みかりんとの絆チェック
海の日スペシャルでゲスト出演した福尾美佳に関する早押しクイズで、卯野と冨尾が対決した。結果は12-0で冨尾が完封勝利。
クリスマスプレゼント交換会
2017年のクリスマス企画。卯野と冨尾、番組スタッフがそれぞれ購入したプレゼントを抽選形式で交換した。
打倒ひかりん 新春萌え萌え大喜利
2018年のお正月企画。お題に対して萌え萌えな回答をする対決企画。冨尾に敗北続きの卯野が勝つために放送作家と結託して企画された。結果は卯野が3-0で初勝利。

### ゲスト
- 福尾美佳（32回目）

海の日スペシャルと題して、卯野と冨尾が福尾がパーソナリティを務める「本気!アニラブ」月曜第8回目にゲスト出演した。

## 関連商品
CD
- ラブ♡プレリュード/DISTANCE / Love♡Rescend - アニきゅん!テーマCD

## フロート番組

### 氷川竜介のアニメLabo.
アニメ研究家の氷川竜介とアナウンサーの長谷川のび太による、マニアックにアニメを語る番組。前番組のアニアモ!内のフロート番組である「氷川竜介のアニメ文化研究会」の後継番組。
放送期間
2016年4月4日 -
パーソナリティ
氷川竜介
長谷川のび太

### アニラブ!ガチャガチャ
超!A&G+配信動画『本気!アニラブ』の姉妹番組第3期。
放送期間
2017年10月2日 -
パーソナリティ
岩淵桃音
掛川渚
若松来海

### ちかQプレゼンツ うるめいつのうりきれ!ごめん!
前番組のアニアモ!内のフロート番組からの継続。詳しくはアニアモ!内の記事を参照。
放送期間
2016年4月4日 - 6月20日

### 夏江紘実のHIROMIX Radio
バラエティ番組やグラビアアイドルとして活躍中のマルチタレント夏江紘実がパーソナリティを担当する多機能型ラジオ番組。30分間の独立した番組だったが、第7回～24回はアニきゅん!内のフロート番組として放送した。第25回目より再び独立した番組となった。
放送期間
2016年7月4日 - 2017年3月20日
パーソナリティ
夏江紘実

### 明日からライトノベルをいっぱい読みたい人のために今日この一冊をラノベルジュの荒井杏子が紹介いたします。
お勧めのライトノベルをパーソナリティの荒井杏子が紹介する番組。
放送期間
2017年4月3日 - 9月18日
パーソナリティ
荒井杏子